# 中国—也门关系
中国—也门关系（阿拉伯语：العلاقات اليمنية الصينية）是指中华人民共和国与也门共和国之间的的国家关系。中也自建交以来双方一直保持着友好的外交关系。受2014—2015年也門政變影響，中國駐也門大使館暫時關閉。

## 历史

### 古代
马因王朝时期（公元前8世纪至公元前100年），也门商人到达印度和中国。
唐朝（618年—907年），唐朝航海家到达三兰（今也门亚丁）。明朝（1368年—1644年），郑和下西洋到达阿丹（今也门亚丁）。清朝（1644年—1912年）乾隆年間，回族人馬明心曾到也門學習納克什班迪教團的教義。

### 中华人民共和国时期
1956年9月24日，中国与也门穆塔瓦基利亚王国（北也门1918年至1962年间国号）建立公使级外交关系。也门成为继埃及和叙利亚之后第三个与中华人民共和国建交的中东国家。1958年，周恩来和也门外长伊斯兰·穆罕默德·巴德尔发布了联合公报并签署了一系列友好条约，其中包括《中华人民共和国和也门穆塔瓦基利亚王国商务条约》,《中华人民共和国和也门穆塔瓦基利亚王国科学技术和文化合作协定》和《中华人民共和国和阿拉伯也门共和国友好条约》。《中华人民共和国和阿拉伯也门共和国友好条约》要求双方履行和平共处五项原则。根据《中华人民共和国和也门穆塔瓦基利亚王国科学技术和文化合作协定》中国政府同意给予也门政府无利息的信用贷款七千万瑞士法郎，用来支付中国政府在本协定附件范围内提供给也门政府的各项货物的价款并提到了中国帮也修筑公路等的援也项目。《中华人民共和国和也门穆塔瓦基利亚王国商务条约》规定：从一方向另一方领土进口的商品，双方政府各给予对方以最惠国待遇；在有关关税和其他进出口税方面、进出口的费用和手续方面、国内任何赋税方面和取得进出口许可证的手续方面，都给予最惠国待遇。并在附表中列出了也门穆塔瓦基利亚王国向中华人民共和国出口货单（包括生咖啡、棉花、棉籽油、油籽、生皮、烟草、核桃、杏仁、扁豆、葡萄干、芝麻、佐料、咸鱼、骨、角、矿物、工业用盐和银制品）与中华人民共和国向也门穆塔瓦基利亚王国出口货单。
1963年2月13日，中也关系升格为大使级（当时也门已是阿拉伯也门共和国，即北也门）。
1964年6月9日，中也双方签订了友好条约，经济科技合作协定和文化合作协定。八位中国专家在8月17日抵达了也门，另外28人于9月9日抵达以按照中也经济科技合作协议帮助也门修建纺织厂。1964年6月，阿卜杜拉·萨拉勒总统访华并签署了《中华人民共和国和阿拉伯也门共和国友好条约》与分别关于经济技术合作和文化合作的协定。北京政府提供了50万美元的免息贷款并派遣了技术人员和工程师以帮助也门的道路修筑与各类工厂的建设。1966年，中国开始向也门派遣医疗队并帮助建立公立医院。
1968年1月31日，中华人民共和国与也门民主人民共和国（南也门）建立外交关系。
1971年10月25日：聯合國大會2758號決議“恢復中華人民共和國在聯合國組織中的合法權利問題”表决通过，阿拉伯也门共和国与也门人民民主共和国，即南北也门皆投赞成票。
1987年7月，北也门总统萨利赫访华。

### 也门统一后
1990年，也门统一，确定中也建交时间为1956年9月24日。
1998年2月，也门总统萨利赫访华。
2006年4月，也门总统萨利赫对中国进行国事访问。
2008年11月18日，中国全国人大代表团访问也门。
2013年8月17日，中国眼科专家组在位于也门首都萨那的共和国医院为也门患者进行义诊。

### 也门政变后
2014—2015年也門政變。3月30日，中國除撤離本國公民，亦協助其他國家公民撤離。4月，也門局勢惡化，中國將所有中國公民撤走後關閉駐也門大使館。

## 经贸关系
2022年中也双边贸易额34.31亿美元、同比增长12.82%，其中中国出口27.98亿美元、同比增长8.86%，进口6.33亿美元、同比增长34.45%。中国主要出口纺织品、机电产品等，主要进口原油等。

## 近年签署协议
2004年12月30日，中国和也门在萨那签署了双边文化合作协定2004至2007年度执行计划。
2005年1月，也门同中国石油化工集团公司签署石油合作协议。
2009年4月11日，中国也门签署中国医疗队赴也门工作的议定书。
2011年12月28日，中国与也门经济技术合作协定在萨那签署。
2019年4月，中国与也门签署政府间共建“一带一路”谅解备忘录。

## 图集

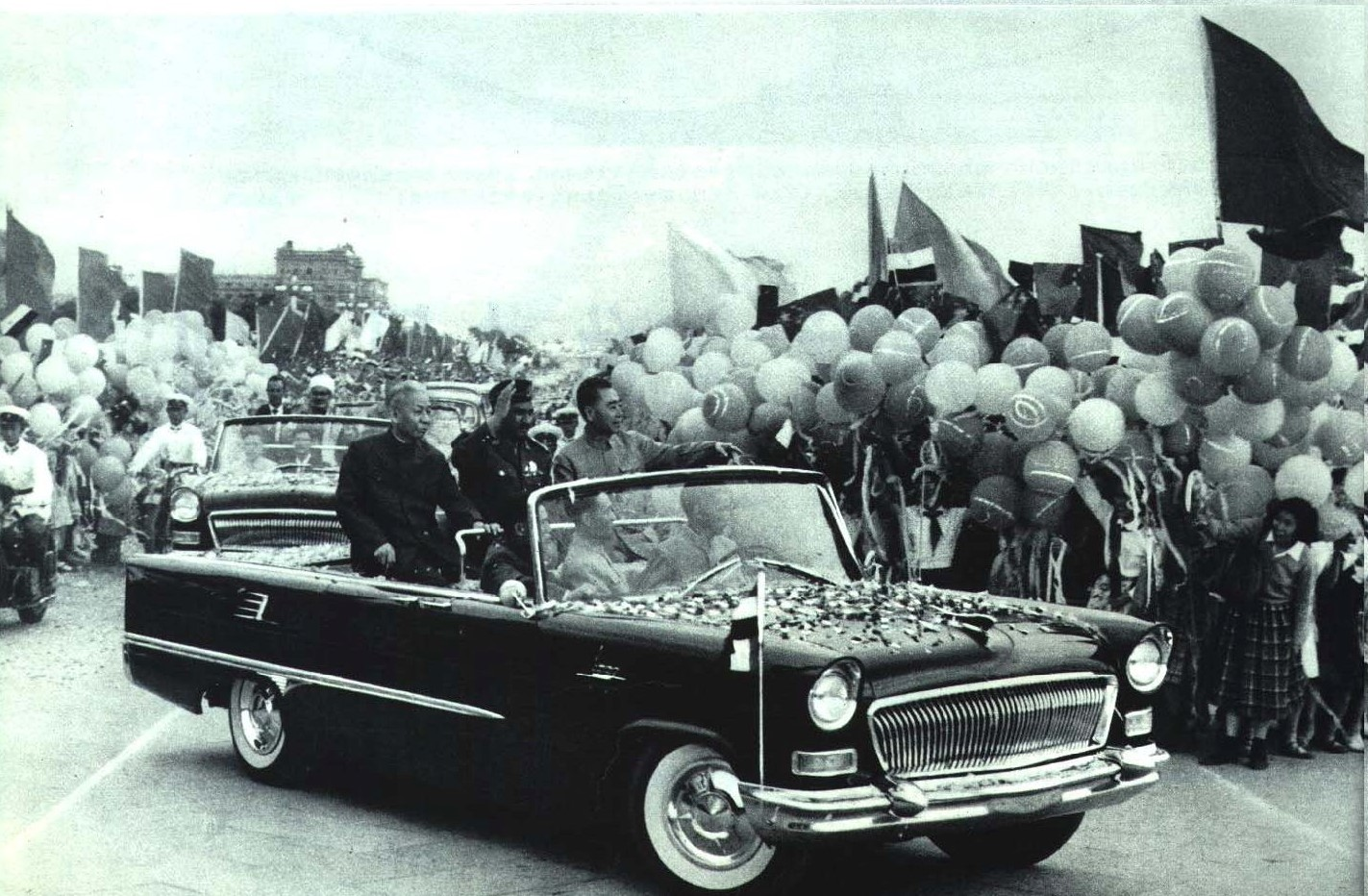
1964年6月1日 也门主席阿卜杜拉·萨拉勒率团访问中国

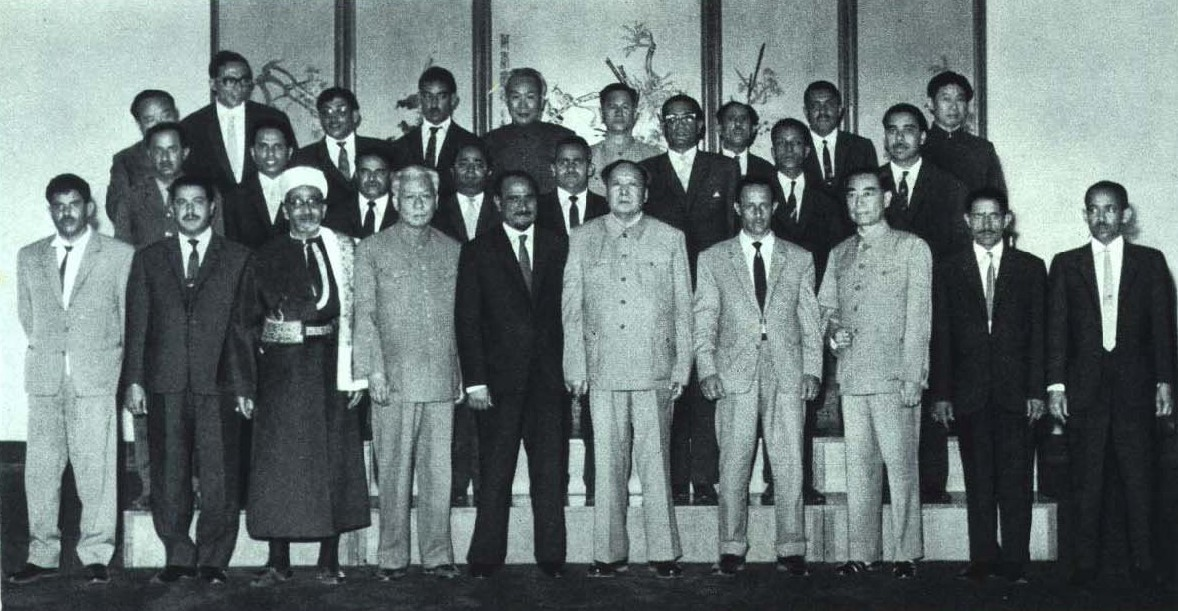
1964年也门总统阿卜杜拉·萨拉勒率团访问中国

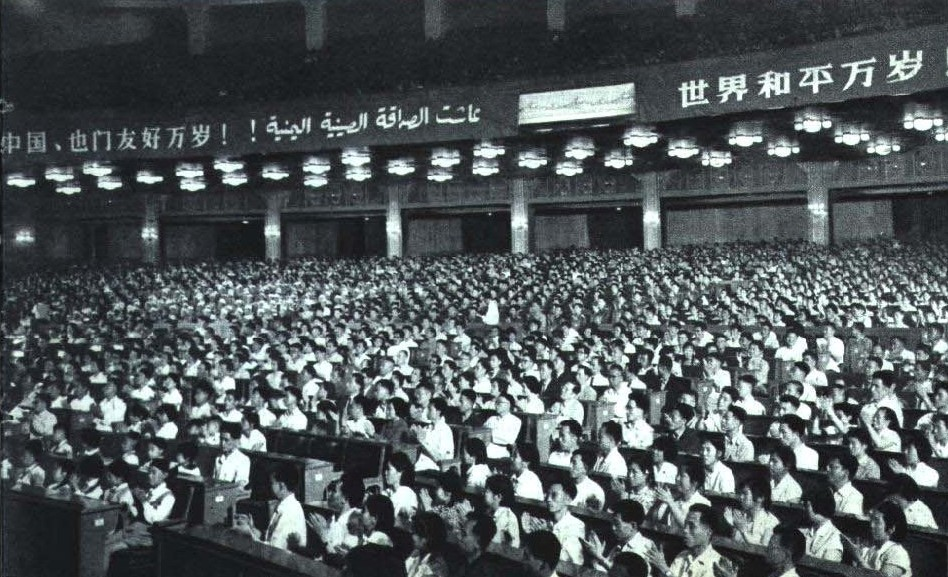
1964年6月4日 北京举行庆典欢迎也门主席阿卜杜拉·萨拉勒率团访问中国